# Levetiracetám
A levetiracetám egy epilepszia elleni hatóanyag. Pirrolidon(en)-származék. Kémiai szempontból nem áll rokonságban egyetlen jelenleg forgalomban lévő antiepileptikum hatóanyagával sem.
A levetiracetám a biológiailag inaktív etiracetám(en) S-enantiomerje.

## Hatása
A levetiracetám hatásmechanizmusa még nem teljesen tisztázott, de a többi, jelenleg ismert antiepilepsziás gyógyszer hatásmechanizmusától eltérőnek tűnik. Az in vitro és in vivo vizsgálatok arra utalnak, hogy a levetiracetám nem változtatja meg az alapvető sejtfunkciókat és a normális neurotranszmissziót(en).
In vitro vizsgálatok szerint a levetiracetám oly módon hat az intraneuronális Ca2+-szintekre, hogy részlegesen gátolja az N típusú Ca2+-áramokat, valamint csökkenti a Ca2+-felszabadulást az idegsejtek raktáraiból. Emellett részlegesen gátolja a GABA és a glicin által szabályozott áramokban a cink és a ß-carbolinok(en) indukálta csökkenést.
In vitro vizsgálatokban kimutatták továbbá, hogy rágcsálók agyszövetében a levetiracetám egy specifikus helyhez kötődik. Ez a kötőhely a synapticus vesicularis protein 2A(en). A levetiracetámnak és analógjainak a synapticus vesicularis protein 2A-hoz történő kötődési affinitása korrelációt mutatott a görcsgátló hatékonyságával egy egéren végzett audiogén epilepsziamodellben. E megfigyelés alapján úgy tűnik, hogy a levetiracetám és a synapticus vesicularis protein 2A közötti kölcsönhatás szerepet játszik a gyógyszer antiepilepsziás hatásmechanizmusában.

## Fordítás
Ez a szócikk részben vagy egészben  a   Levetiracetam című angol Wikipédia-szócikk fordításán alapul.  Az eredeti cikk szerkesztőit annak laptörténete sorolja fel. Ez a jelzés csupán a megfogalmazás eredetét és a szerzői jogokat jelzi, nem szolgál a cikkben szereplő információk forrásmegjelöléseként.